# Far Easedale Gill
Der Far Easedale Gill, ist ein kleiner Fluss im Lake District, Cumbria, England. Der Far Easedale Gill entsteht an der Ostseite des High Raise und fließt in östlicher Richtung über die Hänge des Grasmere Common. Beim Treffen von Far Easedale Gill und Sour Milk Gill nordwestlich von Grasmere entsteht der Easedale Beck.